# Michael Thompson
Michael Jovan Thompson (Chicago, 9 febbraio 1989) è un cestista statunitense, professionista in Europa.

## Palmarès
- Basketball Africa League: 1

Al-Ahly: 2023
- Campionato egiziano: 2

Al-Ahly: 2021-22, 2022-23
- Coppa d'Egitto: 1

Al-Ahly: 2022
- Arab Club Basketball Championship: 1

Al-Ahly: 2021